# Villa Sorra

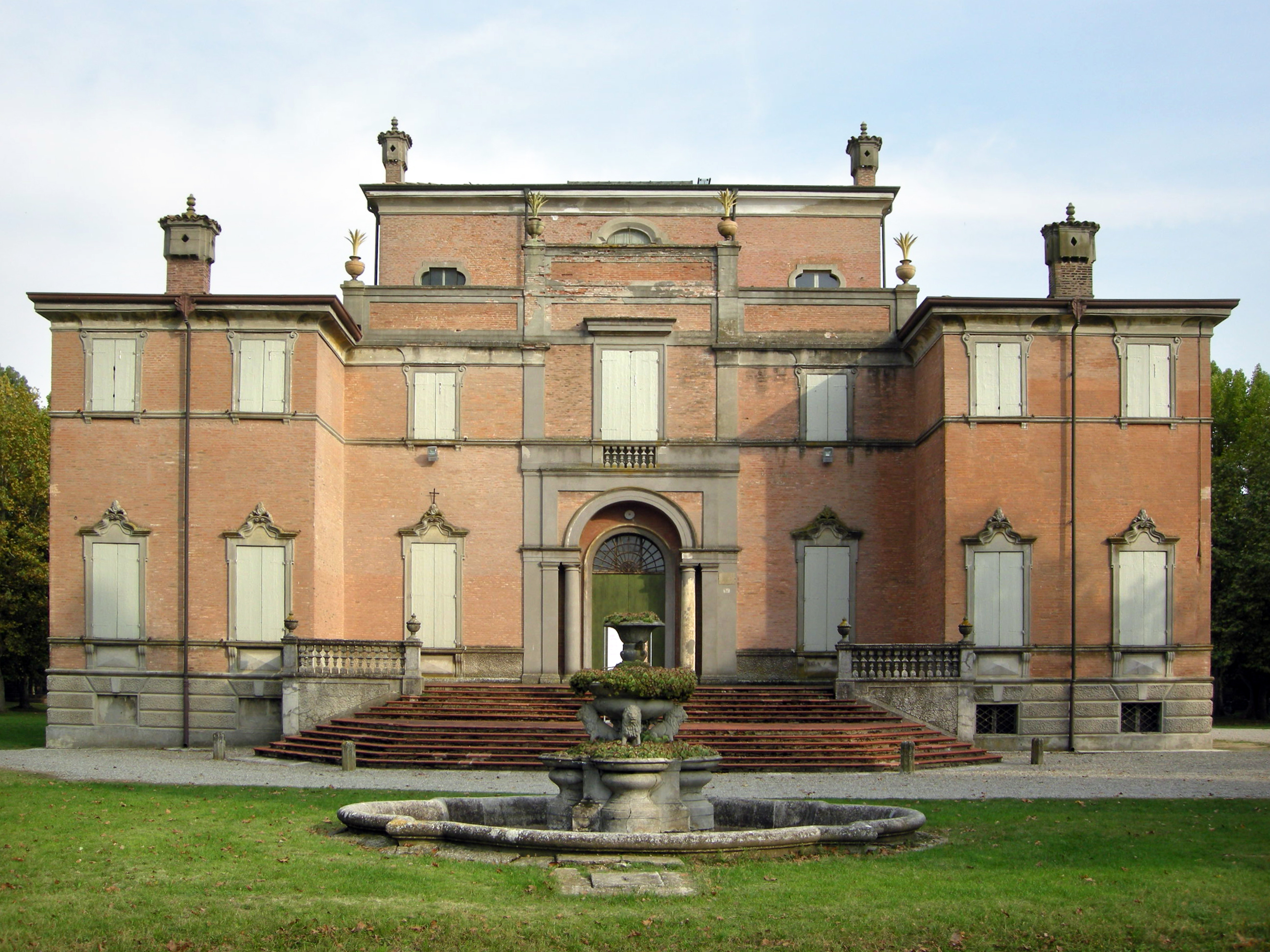
Villa Sorra bei Castelfranco Emilia

Die Villa Sorra ist ein Landhaus aus dem 17. Jahrhundert in barockem Stil. Es liegt in der Via Prati 50 in der Gemeinde Castelfranco Emilia in der italienischen Region Emilia-Romagna. Seit 1972 gehört das Anwesen den Gemeinden Castelfranco Emilia, Modena, Nonantola und San Cesario sul Panaro.
Der historische Garten der Villa ist einer der bedeutendsten Beispiele eines romantischen Gartens in der Emilia-Romagna. Die Villa Sorra ist ein vorbildliches Zeugnis für das „Vita in Villa“ (dt.: Leben in einem Landhaus), eine alte Tradition, die sehr weit, bis ins römische Zeitalter, zurückgeht, mit dem Sturz des Imperiums außer Mode kam und danach, ab dem 14. Jahrhundert, in vielen italienischen Anwesen wieder aufgenommen wurde, auch in Folge des Einflusses von Francesco Petrarca. Wenn wir uns auf das Gebiet der Emilia beschränken, so begann diese Praxis sich vor allen Dingen ab dem 16. Jahrhundert wieder zu verbreiten, als das Gebiet von Bologna unter die Herrschaft des Heiligen Stuhls kam. Die Villa wurde beim Erdbeben in Norditalien 2012 beschädigt, aber im Dezember 2013 wurden die Restaurierungsarbeiten abgeschlossen und die Unbrauchbarkeitsverordnungen konnten für alle Gebäude wieder aufgehoben werden.

## Geschichte
Von der zweiten Hälfte des 17. Jahrhunderts an kaufte Francesco Sorra, aus Modena verschiedene Grundstücke in Castelfranco Emilia in den Ortsteilen Gaggio und Panzano. Die Gemeinde gehörte damals zum Kirchenstaat und lag an der Grenze zum Herzogtum der D’Estes. 1681 erhielt Sorra vom Senat von Bologna das Bürgerrecht und danach die Villa Sorra, die für ihn, den Bürgen von Modena und Bologna und reichen Kaufmann mit wirtschaftlichen Interessen in beiden Städten, an der Grenze zwischen den beiden Territorien gebaut wurde; sogar symbolisch wurde sie so ein Zeichen dieses seines Zustandes. Vielleicht war auch daher sein Wunsch so groß, dass das Anwesen wache und im Laufe der Zeit den Ruhm der Familie weitergebe. Seine testamentarischen Verfügungen von 1690 verpflichteten tatsächlich den zweitgeborenen Sohn, Antonio, (Erbe der väterlichen Güter auf dem Gebiet von Bologna, wogegen der Erstgeborene, Andrea, die auf dem Gebiet von Modena erhielt) die Dimensionen des Anwesens zu vergrößern und durch einen Familienfideikommiss, beschränkt auf die direkten, männlichen Nachkommen, die Nachfolge unveräußerlicher Vermögenswerte einem Erben, der dem Familiennamen Sorra trage, zu garantieren. 1698 verlieh der Herzog von Modena allen Söhnen von Francesco Sorra den Titel eines Grafen und es war genau in diesen Jahren, dass Antonio damit begann, Land zu kaufen und in der Villa in Panzano ein „Casa da Padroni per necessario commodo di villegiare e sopraintendere personalmente alle detti beni“ (dt.: Herrenhaus mit der notwendigen Bequemlichkeit, um die genannten Güter zu beaufsichtigen und persönlich zu überwachen) bauen und einen sehr schönen Garten anlegen zu lassen, der heute noch einer der bemerkenswertesten in der Emilia ist, von dem wir Kenntnis haben.
Antonio Sorra starb 1739 und benannte seinen Neffen Francesco Maria, den Sohn seines Bruders Andrea, als Erben. Francesco Maria starb, ohne direkte Erben zu hinterlassen: Seine Güter im Gebiet von Bologna erbte so Cristoforo Munarini, der erstgeborene Sohn seiner Nichte, Eleonora Sassi, die mit dem Grafen Camillo Munarini verheiratet war. Dem damals minderjährigen Cristoforo wurde auferlegt, seinen Familiennamen in den Namen „Sorra“ zu ändern, aber tatsächlich führte er beide Familiennamen und die Villa Sorra wurde auf damaligen Landkarten auch nur als „Villa Munarini“ bezeichnet.
Es war Cristoforo Munarini-Sorra, der seiner Gattin, der Markgräfin Ippolita Levizzani aus Modena, erlaubte, den Garten im „romantisch-englischen“ Stil umzugestalten. Munarini-Sorra starb 1830 und hinterließ seine Güter zu gleichen Teilen seiner Tochter Costanza und seinem Neffen Giacomo Malvasia, gewährte seiner Witwe aber den Nießbrauch der Villa und des Gartens, die so ihre Arbeiten fortsetzen konnte. Darüber hinaus legte er fest, dass Costanza der vorgenannten Giacomo nachfolgen sollte und ihm seine andere Nichte Eleonora, Schwester von Giacomo und Gattin von Alessandro Fròsini. Schließlich legte er fest, dass nach dem Tod letzterer das Erbe zu gleichen Teilen unter ihren Nachkommen aufgeteilt würde, und folgte so nicht dem von Francesco Sorra verfügten Familienfideikommiss, der vorschrieb, dass ein einziger, männlicher Erbe bestimmt werde, um so das Anwesen unter dem Namen „Sorra“ ungeteilt zu halten. So verkauften die Nachkommen von Eleonora Malvasia Fròsini das Anwesen an Ludovico Cavazza aus Modena.
Nach dem Tod von Ludovico Cavazza 1894 folgte diesem sein Sohn Ercole nach. Dieser verschwand 1926, ohne direkte Erben zu hinterlassen: Seine testamentarischen Verfügungen sahen vor, dass das Anwesen den Nachkommen seines Bruders Gian Battista zufalle, oder, im Falle ihrer Nichtexistenz einer Körperschaft zugunsten der Armen. So geschah es, und 1933 wurde die gemeinnützige Körperschaft „Pio Istituto Coniugi Cavazza“ (dt.: Gemeinnütziges Institut der Eheleute Cavazza) gegründet und vom Erzbistum Modena verwaltet, das 1972 einen Teil des Anwesens, bestehend aus der Villa, dem Garten und den Bauernhöfen „San Cristoforo“, „Conserva“ und „Gruppo“, an die Provinz Modena und an die Gemeinden Modena, Castelfranco Emilia, Nonantola und San Cesario sul Panaro abgab. Die letzte Besitzänderung erfolgte 1983, als die Provinz Modena ihren Anteil an dem Anwesen für einen symbolischen Preis von 100 Lire an die Gemeinde Castelfranco Emilia verkaufte.

## Beschreibung
Das Landhaus liegt in der Mitte des Anwesens und den Auftrag zu seinem Bau gab Graf Antonio Sorra, dessen Name es heute noch trägt, Anfang des 18. Jahrhunderts an den Planer Giuseppe Antonio Torri. Die Villa besteht aus einem zentralen Baukörper mit quadratischem Grundriss, der in einem Söller kulminiert. Ursprünglich hatte die Villa ein sechseckiges Türmchen, das nach dem Krieg abgerissen wurde. Kürzlich durchgeführte, verlässliche Studien ergaben, dass der Bau in den letzten Jahren des 17. Jahrhunderts dem Planer Giuseppe Antonio Torri (1655–1713) zugeschrieben werden können, unterstützt von seinem Schüler Francesco Maria Angelini. Ersterem, der zusammen mit seinem Vater an der Spitze des damals bedeutendsten Planungsbüros von Bologna stand, ist die Ausarbeitung des Gesamtprojektes zu verdanken, letzterem die Leitung der Arbeiten und ihre Fertigstellung. Nicht nur Archivdokumente begründen diese neue Hypothese: Auch der stilistische Vergleich lässt diese These wahrscheinlich erscheinen, besonders überzeugend im Falle der Monumentaltreppe des Palazzo Caprara in Bologna und darüber hinaus, der Kirche San Domenico in Modena. Wenn man die generelle Ausstattung betrachtet, erscheint diese auf den ersten Blick als typologischer Hinweis, zum Beispiel auf den Palazzo Albergati in Zola Predosa, aber eine genauere Analyse zeigt, wie hier die Flüssigkeit und die Kontinuität der für die Senatsvillen in Bologna typischen Innenräume fehlen, und es sind noch mehr Hinweise auf die Entstehung im 16. Jahrhundert zu finden, auch illustre; dafür nur ein Beispiel: La Rotonda. Die Teile der Dekoration, die eine aktuellere Kultur zeigen, einen barocken Stil, der von der sehr starken Gestaltung des typologischen Systems befreit ist, können wir dagegen den Arbeiten der Angellinis zuschreiben.
Das Herrenhaus, das aus einem zentralen Baukörper mit darüberliegendem Söller besteht, hatte ursprünglich eine ausgeprägtere Pyramidenform, da es einen aufgesetzten, dritten Baukörper in Gestalt eines sechseckigen Türmchens hatte, der nach dem Krieg als einsturzgefährdet abgerissen und später nie wieder aufgebaut wurde. Die Villa verfügt über einen kompakten Block an der Basis und zwei Vorbauten, die die Eingangsfassade flankieren und so leicht zurückgesetzt sind. Innen hat die Villa eine große, ovale Mittelhalle mit doppelter Stockwerkshöhe, nach oben abgeschlossen durch ein großes, elliptisches Klostergewölbe, ein Dreh- und Angelpunkt, um den herum die Zimmer und Nebenräume symmetrisch und ordentlich angeordnet sind. Tatsächlich gruppieren sich zwei kleinere Säle, vier Appartements (genannt „a Rasetto“, „Rosso“, „Verde“ und „Giallo“), die Kapelle, die Kaisertreppe und zwei Eingangsloggien in der Hauptachse in Ost-West-Richtung und die Mittelhalle herum. Das Innere des Landhauses ist reich mit Bildern geschmückt. Erwähnenswert sind das Dekor des Musikzimmers, das Minerva darstellt, die die Künste krönt, ein Werk des Bolognesers Pietro Fancelli (1764–1850) aus dem 19. Jahrhundert, und das Dekor der Kapelle (Der Glaube und die vier Evangelisten, letztere auf den Eckbeschlägen platziert), das dem Modeneser Francesco Vellani (1688–1766) zugeschrieben wird. In der Mittelhalle gibt es vier großartige Ansichten an den Wänden, die den großen Raum betonen, also „Architettura Fantastica“ (in zwei Versionen), „Atrio Magnifico“ und „Padiglione con Fontana“, im Wesentlichen in barockem Stil. Man kann auch die dekorative Partitur der Kapelle oder die raffinierte Eleganz des „chinesischen“ Saals anführen, ein Ausdruck lebendigen Rokokos, um nicht die vergoldete Täfelung zu erwähnen, die sich die Wände der Apsis in der Kapelle hinaufzieht, oder die in einigen Räumen vorhandenen Ramagen oder Kartuschendekoration mit floralen Einsätzen.
Schließlich verdienen sicherlich die zwölf Temperagemälde auf Jute, die einst die beiden Säle des Hauptgeschosses zierten und vermutlich zwischen 1730 und 1740 entstanden sind, große Beachtung. Heute sind sie nach ihrer Restaurierung im Palazzo Ducale in Sassuolo aufbewahrt und warten auf den Abschluss der Restaurierungsarbeiten am Landhaus. Während die sechs Gemälde, die im kleinen Saal auf der Südseite aufgehängt sind, allegorische Ansichten, dörflichen Müßiggang und Szenen aus dem Landleben darstellen („Veduta fantastica“, „Prospettiva con Rovine“, „Paesaggio e Fontana“, „Veduta con Castello“, „Marina“, „Paesaggio con Architettura“), sind vor allen Dingen die Gemälde des Nordsaales, der sogenannten Camera dipinta a Giardino (dt.: Gemaltes Gartenzimmer) von größerem Interesse, weil sie ganz getreu, sozusagen fotografisch, die Ausstattung des Gartens im 18. Jahrhundert abbilden. In dem Saal, der früher als Speisezimmer und später als Billardsaal diente, der einzige mit Holzboden, sind im Uhrzeigersinn zu sehen: „La Peschiera“, „Facciata orientale della Villa“, „Il Giardino visto dai Cancelli“, „Zona centrale del Giardino“, „Facciata occidentale della Villa“, „La Prospettiva sulla Montagnola“. Auf einem dieser Bilder können wir besonders die raffinierte Eleganz der Villa Sorra beim Bau bewundern. Das Gebäude, das schon zwischen 1766 und 1775 umgebaut wurde, ist auch heute noch, trotz der nachfolgenden Schwülstigkeit und Überlagerungen, sowie übereilter Restaurierungen und der Entfernung der Laterne ein Werk von relevantem Interesse.
Im 18. Jahrhundert wurden zusammen mit dem Landhaus auch die Stallungen und das Eishaus gebaut. Insbesondere die Stallungen bilden ein interessantes Beispiel für die bäuerliche Architektur in der Emilia. Neben der eigentlichen Funktion als Unterstand für die Pferde wurden sie als Remise, Wohnstatt für den Hausmeister und Gewächshaus genutzt. Im 19. Jahrhundert wurde zusammen mit der Umgestaltung des Gartens auch der Platz vor dem Haupteingang mit dem Bau der „Cavallerizza“, eines Rundweges von 140 Metern Durchmesser, umgeben von einer Doppelreihe von Platanen, abgeändert. Sie diente der Durchfahrt der Gespanne direkt zur Villa. Wo die beiden halbkreisförmigen Alleen vor der Treppe des Haupteingangs zusammentreffen, wurde ein Springbrunnen mit einem unregelmäßig geformten Becken gebaut, in dem sich eine auf drei Ebenen angeordnete Skulptur befindet. Ebenfalls aus dieser Zeit stammen die Conciergerie, ein schönes Gebäude neben dem Eingangstor, und die Käserei, das letzte Zeugnis der ursprünglichen Bezeichnung „Produttiva“ des Komplexes, die nicht nur ein Ort zum Müßiggang und zur Erholung war, sondern auch ein richtiges Zentrum für landwirtschaftliche Aktivitäten.
Sicherlich erwähnenswert ist die besondere Beziehung der Villa mit dem umgebenden Territorium, eine Beziehung, die eindeutig nicht dem Zufall überlassen wird, sondern, im Gegenteil, von großem Interesse ist. Wir haben schon gesehen, wie die Lage der Villa an der Grenze zwischen dem Kirchenstaat und dem Herzogtum Modena und Reggio unter Berücksichtigung der wirtschaftlichen Interessen der Familie Sorra eine besonders symbolische Bedeutung annimmt. Insbesondere wurde dann die Villa genau an der Kreuzung zweier Alleen errichtet, die als Bezugsachsen für das gesamte Design des Grundstücks dienen und sich genau in der Mitte des Salons kreuzen würden, ein Effekt, der durch die lange Vertikalachse verstärkt wird, die die Pyramidenform des Gebäudes schuf und in der Laterne kulminierte. Die „Cavedagnone“, die von dort Richtung Westen ausgeht, einmal fast zwei Kilometer lang war und mit einer doppelten Reihe von Pyramidenulmen gesäumt war, bildet die Hauptzufahrtsstraße zu dem Grundstück aus Richtung Modena. Die Achse „quert“ den Salon und führt weiter nach Osten, entlang des Gartens, wo sie jenseits des Fischteiches ihre Verlängerung in einem schiffbaren Kanal findet, der zum Aussichtspunkt auf dem Hügel mit einem Kiosk und einem Pflanzenpavillon auf dem Gipfel führt (heute „ersetzt“ durch den Hauptturm der mittelalterlichen Burg), quasi als Gegengewicht zum Türmchen der davor liegenden Villa. Wenn dies die Hauptachse für das gesamte Design des Grundstückes war, so liegen entlang der Nord-Süd-Achse dagegen die Dienstgebäude. Diese Achse „durchmisst“ den Salon durch die beiden Hauptfassaden, von denen aus man die Nebeneingangswege sehen kann, an denen entlang heute Doppelreihen von Zypressenpappeln stehen.
So wurde das Landhaus Dreh- und Angelpunkt für die Organisation des Territoriums in perfekter Symbiose mit der umgebenden Ebene. Die Natur wurde der Vernunft unterworfen, geordnet und dominiert vom Menschen, mit Feldern in regelmäßiger Form, begrenzt von Feldrainen und Wassergräben, und Durchblicken auf Hecken, Reihen und Weinfelder, die mit Girlanden geschmückt sind. Die Landschaft ist praktisch ein Garten und durch den eigentlichen Garten erreicht man den Adelswohnsitz. So ist das Landhaus nicht ein separater Baukörper, sondern harmonisch in seine Umgebung eingesetzt und symbolisiert diese enge Verbindung von Architektur, Garten und Landschaft.

## Historischer Garten

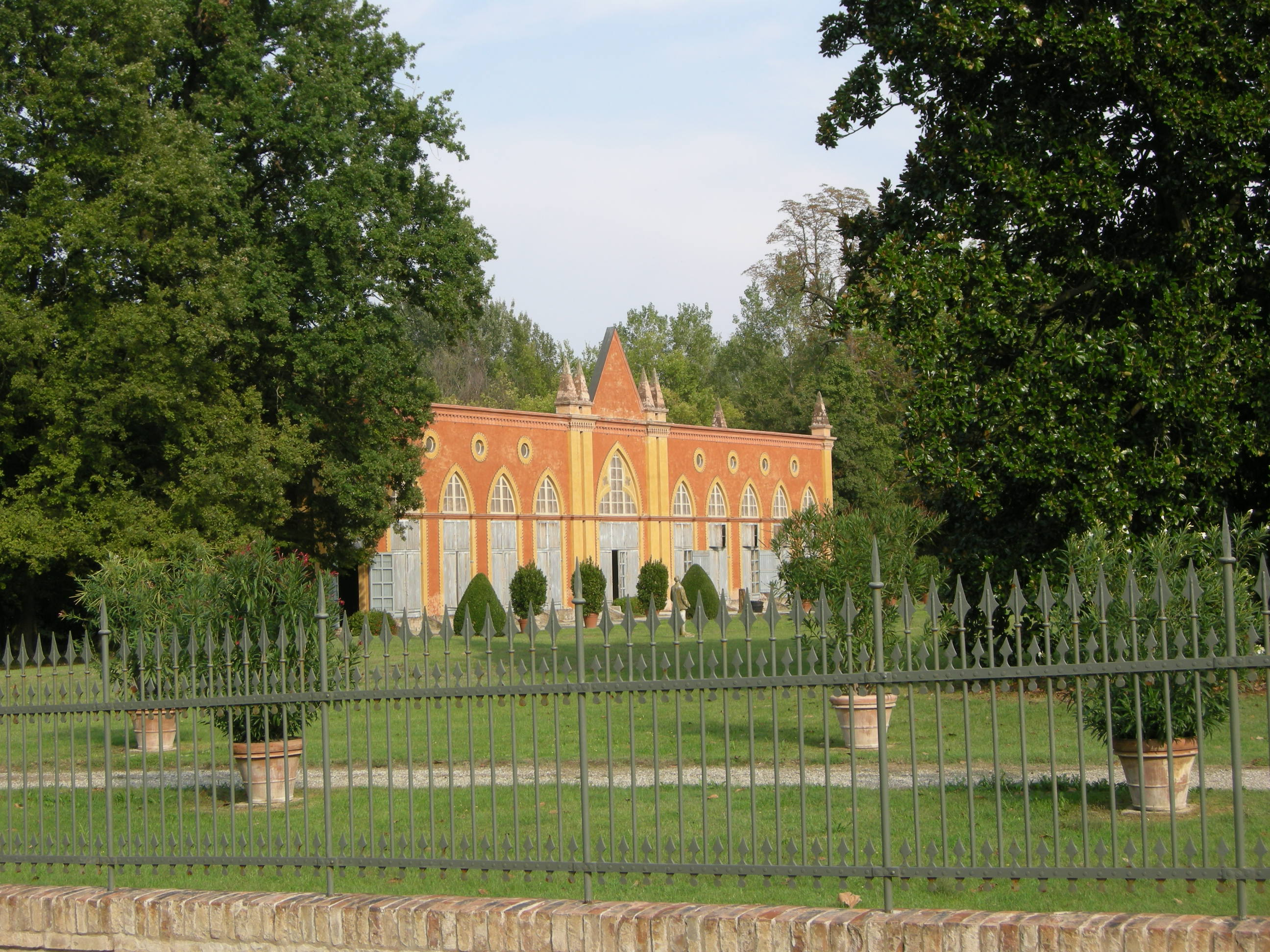
Historischer Garten

Der Garten der Villa Sorra ist sicherlich das wertvollste Element, ein echtes Juwel von seltener Schönheit, auch wenn er vielleicht von der breiten Öffentlichkeit verkannt wird. Wir sprechen tatsächlich von einem herausragenden Fall in der Geschichte des italienischen Gartens, sicherlich das repräsentativste Beispiel eines romantischen Gartens im englischen Stil des 19. Jahrhunderts im Herrschaftsgebiet der D’Estes; er wird von vielen als der wichtigste, nicht formelle Garten in dieser Region angesehen. Die Anlage des Gartens begann im 18. Jahrhundert und so ist er ausgewiesen zeitgenössisch mit dem Landhaus, zu dem er sich nach den Regeln, die das „Vita in Villa“ vorschreibt, als vollständig unverzichtbar herausstellt. Der Garten musste ein Verbindungsmoment zwischen dem „notwendigen Wohnkomfort“ und der umgebenden für produktive Zwecke nutzbar gemachten und umgestalteten Landschaft sein, ein paradiesischer Ort des Genusses und der Freiheit und wiederum selbst in vielen Teilen Einnahmequelle, vor allem durch den Verkauf der Zitrusfrüchte, die ihn verschönerten. Und die ‚‘Sorras‘‘ kamen ihrer Verpflichtung in besonderer und vielleicht übermäßiger Fülle nach, indem sie einen der bemerkenswertesten Gärten von denen, die damals dem Adel in der Gegend um Modena gehörten, schufen.
Der definitive Aufbau des Gartens aus dem 18. Jahrhundert ist dem entscheidenden Beitrag von Alessandro und Francesco Cavazza, Landvermesser der erstere und Landwirt der letztere, zu verdanken. Sie ließen sich durch die damaligen formalen Schemen leiten, als die Gartenkunst die Modelle des italienischen Gartens der Renaissance und des Barock mit einer Sprache, die vom französischen Geschmack dominiert war, bereicherten, insbesondere dank des Beitrags von André Le Nôtre. Die Rekonstruktion dieser Anlage ist heute dank der sechs Temperagemälde möglich, die einst in der sogenannten „Camera dipinta a Giardino“ aufbewahrt wurden, aber ist auch durch ein Skript eines öffentlichen Sachverständigen aus Bologna von 1768 und darüber hinaus eine Planimetrie aus napoleonischer Zeit nachvollziehbar. Die Malmusi beschrieben ihn als „Konstrukt mit dieser Wendung zur französischen Art“ mit den charakteristischen, achsensymmetrischen Kanälen des nämlichen Gartens (ideale Verlängerung des „Cavedagnone“) und großen Wallhecken, die rechtwinklig aufeinandertreffen, und mit geraden Wegen. Vorbei an den Rasenflächen rund um das Landhaus beginnt der eigentliche Garten strukturell mit einer Zone weinbewachsener Pergolen, die durch Hecken in vier Teile geteilt ist, in deren Mitte, an der Wegkreuzung, an der man heute das Gewächshaus betritt, sich ein Platz, umgeben von Hecken in Form von Nischen und Kuppeln, öffnete, eine Art „Wohnzimmer im Freien“. Danach folgte, um den Fischteich,(„großes, gemauertes Becken mit einer anmutigen Tethysquelle, die aus dem Wasser herausragt“) eine Zone mit Wald und danach drei mit Holzbrücken verbundene Inseln: Zwei mit Obstbäumen und eine dritte am äußersten östlichen Rand des Parks, auf die man durch den Kanal in der Mitte gelangte. An der Basis gab es eine Anlegestelle für Boote und darüber ein Gebäude, das „eine Statue der Göttin Diana, Bewohnerin des Waldes“, und wiederum darüber einen Hügel mit einem Pavillon auf dem Gipfel, einem Aussichtspunkt gegenüber dem Landhaus, von dem aus man an klaren Tagen womöglich die Städte Modena und Bologna sehen konnte, eine Art idealer Verbindung voller symbolischem Wert zwischen dem Herzogtum der D’Estes und dem Kirchenstaat. Der ganze Garten war also rigoros geometrisch gestaltet, in der damaligen Mode als eine ideale Fortsetzung herrschaftlicher und höfischer Umgebungen.
Der Park blieb bis 1827 unverändert, als Graf Cristoforo Munarini Sorra seiner Gattin, der Markgräfin Ippolita Levizzani aus Modena, gestattete, der großen Garten im englischen Stil mit kleinen Seen und falschen Ruinen, also „im modernsten Stil“ nach Beratung durch Giovanni de' Brignoli di Brünnhoff, ursprünglich aus dem Friaul und Botanik- und Landwirtschaftsprofessor an der Universität Modena und Direktor des botanischen Gartens von Modena, umzugestalten. In der Romantik wurden geometrische Gärten allgemein umgestaltet oder an sie Teile mit natürlicherem Charakter angeschlossen. In der Folge dieser Umgestaltung, die im Übrigen vorwiegend einen Teil des Gartens, den östlich des Fischteiches, betraf, wurden die Kanäle kurvig, die Wege verschlungen, die mauerartigen Hecken, die Obstbäume und alles, was Regelmäßigkeit ausdrückte, verschwanden, um Platz für unregelmäßige Formen und alles, was die Natur spontan anbot, zu schaffen. Auf diese Weise wurden Rasen- und Hainflächen geschaffen, geschickt verteilt und durch Kanäle und kleine Seen getrennt. Der Graf Munarini Sorra starb drei Jahre später, also ohne die Möglichkeit, das Ende der Arbeiten zu erleben. Der genannte Brignoli di Brünnhoff leistete seinen Beitrag nur in der Anfangszeit, bald überwältigt von der Ausgelassenheit der Markgräfin, die laufend Variationen vorschlug, Ergänzungen an dem ursprünglichen Projekt anbrachte und den Arbeiten bis zu ihrem Tod 1860 persönlich folgte. Dann wurden die Arbeiten wegen der politischen Ereignisse und Erbfragen, und nicht zuletzt auch finanziellen Problemen – die Ausgaben waren sicherlich nicht gering –, vorerst unterbrochen.
Der Garten zeigte neben den Pflanzen des gewöhnlichen Waldes (vorwiegend Eichen, Hainbuchen, Eschen, Ulmen und Ahorn) auch exotische Pflanzen (japanische Liguster, lusitanische Pflaumen) und Koniferen, wie Tannen, Kiefern und Zypressen. Aus den historischen Dokumenten kann man ersehen, dass im Gewächshaus auch hundertjährige Zitronen- und Zedernbäume gehalten wurden, um nicht seltene Spezies aus Nepal, Japan und Holland zu erwähnen. Diese wurden auch durch architektonische Elemente bereichert, die alle während der Umgestaltung des Gartens geschaffen wurden und die in der Folge kurz mithilfe der Aufzeichnungen der Malmusi beschrieben werden. Die falschen, mittelalterlichen Ruinen, die auf der dritten Insel aufgebaut wurden („(...) ein Überbleibsel einer abgerissenen Burg und von zinnenbewehrten Mauern weist darauf hin, dass diese Stätte einst ein Schauplatz kriegerischer Angriffe war (...) lässt keinen Zweifel daran, dass diese aus dem 13. oder 14. Jahrhundert stammen (...)“) mit den Türmen, die den alten Aussichtspunkt auf den Hügeln ersetzten, „um die Erinnerung an eine extreme Verteidigung zu simulieren (...), wo man über eine Zugbrücke, die fast an der Spitze des kleineren angebracht ist, sich in den größeren zurückziehen kann“, sind eine Arbeit des Gartengestalters Tommaso Giovanardi aus dem Modeneser Land mithilfe des Bauingenieurs Giuseppe Toschi. Unter den Ruinen der Burg wurden 1839 vom Bühnenbildner Camillo Crespolani „mit der sehr geduldigen Arbeit von (...) Meister Carlo Stancari di Gaggio“ die Grotten eingebaut, an die sich „Innenflure und enge Nischen“ anschlossen und wo man sich vorstellte, dass „in nächtlichen Zusammenkünften die gefürchteten Handlanger und die Tapferen des Burgherrn schwiegen“. Die „simulierten Überreste der Thermen, die am Ufer des Sees liegen (...), eine ferne Erinnerung an die Thermen des Diokletian“ wurden vom Landschaftsgärtner Ottavio Campedelli aus Bologna aus Lehmziegeln erbaut und mit Felsen und Tuff verkleidet. Diesem Landschaftsgärtner sind auch die „verlassene Helling“ und die Terrasse zu verdanken, dessen unterer Teil über einen vorstellungsreichen Weg erreichbar ist, der in den Boden gegraben wurde und von dem aus man einen der schönsten Blicke des Parks erhaschen kann.
1842 „entstand die superbe (...) Orangerie mit elf breiten Rundbögen im gotisch-deutschen Stil des 13. Jahrhunderts“, ein Werk des Bauingenieurs Cesare Perdisa aus Bologna. Brignoli di Brünnhoff ist unter Mithilfe des Grafen Prospero Grimaldi die Hütte der Wasserspiele zu verdanken, „ein armes Zimmer eines Einsiedlers“, in dem sich unerwarteterweise „der glänzende Saal des Opulenten [versteckt], der sich in diesem einsamen Rückzugsort mit den duftenden Tränken der glimmenden, amerikanischen Schäume erholen will“, einer Art Kaffeehaus, das innen an die Architektur des Landhauses erinnert, „wo man versucht ist, vorwärts zu schreiten, aber man befindet sich in einem Hinterhalt“, weil „eine Wolke dünner Wasserspritzer auf einen von hundert Seiten einstürzt“, vielleicht, um den Besucher daran zu erinnern, „wie auf der Reise des Lebens unvorhergesehene Strafen und versteckte Schmerzen leicht anzutreffen sind, wo Freuden und Genüsse eher gesucht sind“. Stattdessen wird Grimaldi allein die Projektierung „des breiten und sehr großen Korbes“ zugeschrieben, den wir vorne finden und der einst saisonale Blüten beherbergte. In der Nähe gab es darüber hinaus „inmitten eines Rosenkreises die symbolträchtige Statue einer mit Blumen gekrönten Frau (...) der Königin des Ortes“, ein Werk des Bildhauers Luigi Righi aus Modena. Auch wenn das Projekt, eine Kapelle zu bauen, nie umgesetzt wurde, so wurde stattdessen die „Fischerhütte“ errichtet, an deren Seite die Bootsanlegestelle liegt, an der, geschützt durch einen Baldachin, der „Bucintaurus“ vertäut wurde, der „an lachenden Abenden im heiteren Licht des Sommermondes in See stach, beladen mit schönen Frauen und der blühenden Jugend, unter den magischen Harmonien von Flöte und Laute, manchmal begleitet von den bezaubernden Tönen einer lieben Stimme“. Diese Momente wurden von der Marmorstatue eines Troubadours gefeiert, der in Nähe inmitten eines Blütenteppichs platziert ist, heute aber nicht mehr existiert, so wie die Jagdhütte, von der nur noch wenige Spuren erhalten geblieben sind, und das Labyrinth, das auf der Nordseite, jenseits des Kanals lag und zu dem man über eine Brücke aus geflochtenem Eisen gelangte, von der nur noch der Mittelpfeiler erhalten geblieben ist. Schließlich ist im See „eine einsame Insel mit einem Grabmal [erhalten], das errichtet wurde, um die Treue eines armen Hundes zu ehren (...), was die Seele an die Idee von Traurigkeit und Verlassenheit erinnert“.
Im Garten der Villa Sorra erscheint fast das gesamte Repertoire des romantischen Gartens nach den in Italien üblichen Vorgaben, unter anderem von Ercole Silva, Luigi Mabil und von Brignoli di Brünnhoff bestätigt. Er muss verschiedene Naturszenen und Architekturen enthalten, die dazu dienen, in den Besuchern besondere Gefühle zu erwecken. Das Wasser wird zum wichtigsten Element in Form von Kanälen, Fließgewässern und Seen, möglicherweise auch schiffbar und mit Inselchen verschönert. Er muss darüber hinaus Hütten, Orte zum Ausruhen, enthalten, aber auch Felsen, Klöster und Burgen. Die Pflanzen schließlich müssen so platziert werden, dass man ihre Farben, Gerüche und Formen studieren kann, das Gelände muss so aufgeschüttet oder abgesenkt werden, dass man zu jeder Tageszeit und zu verschiedenen Jahreszeiten geeignete Routen erstellen kann. 1852 wurde ein Reglement für „Fremde, die dort auftauchen können“, geschaffen, um den Zufluss der zahlreichen Besucher zu regeln.

## Filmografie
Das Landhaus diente dem Regisseur Pier Paolo Pasolini 1975 als Filmset für seinen letzten Film: Die 120 Tage von Sodom.